# Avraham Even-Shoshan
Avraham Even Shoshan (născut Avraham Rosenstein, în ebraică אברהם אבן-שושן) (n. 25 decembrie1905, Minsk- d. 8 august 1984, Ierusalim) a fost un lexicograf și filolog israelian, evreu originar din Belarus. Este autorul lui "Milon Hadash", "Dicționarul Nou al Limbii Ebraice", cel mai prestigios dicționar al limbii ebraice din a doua jumătate a secolului al XX-lea, care continuă să apară în ediții actualizate și îmbunătățite.

## Tinerețea și studiile
Avraham Even-Shoshan s-a născut în 1905 în orașul bielorus Minsk, pe atunci in Imperiul Rus, ca al treilea fiu dintre cei patru copii ai profesorului și scriitorului Haim David Rosenstein și al soției acestuia, Rozhka. De mic copil a învățat la cea dintâi școală tradițională evreiască modernizată - „heder metukan” - înființată de tatăl său în orașul natal. A învățat de asemenea la o școala elementară și la un liceu de stat, în orele de seară urmând cursuri de învățamânt religios iudaic într-o ieșivă (yeshivá).
La 16 ani, în 1922, a aderat la mișcarea sionistă de tineret Hehalutz Hatzair și a activat în cadrul clandestin al acesteia în primii ani ai regimului sovietic. La 19 ani, în aprilie 1925, a reușit să părăsească ilegal teritoriul Uniunii Sovietice și să emigreze în Eretz Israel, pe atunci Palestina sub mandat britanic. De pe vapor a fost adus la un hotel de emigranți în Tel Aviv, apoi a fost trimis în kibutzul Givat Hashloshá.
În Palestina și-a ebraizat numele de familie printr-o traducere literală a numelui - din Rosenstein în Even-Shoshan ("even" - אבן = în loc de Stein - piatră, iar "shoshan" - שושן, într-o accepțiune tradițională, în loc de Rose - trandafir . Acesta fusese și pseudonimul cu care tatăl său semna corespondențele trimise ziarelor ebraice din Palestina. De asemenea, numele Even-Shoshan amintește de unele nume de familie ale unor învățați evrei din Andaluzia, ale căror nume începea cu cuvântul arab Ibn, însemnând „fiu” și transcris în ebraică cu „Even”, ca de pildă Ibn Ezra, Ibn Daud, Ibn Gevirol sau chiar Ibn Shushan.

## Activitatea în Palestina mandatară și apoi,în Israel
După ce a lucrat o vreme ca cizmar, Even-Shoshan a fost admis ca student la Seminarul pedagogic David Yellin din Ierusalim pe care l-a absolvit în anul 1928.
În continuare, a predat la o școală elementară din Beit Hakerem și s-a căsătorit cu Tzvia Kagan care emigrase în anul 1931 in Palestina. Celor doi li s-au născut doi copii: Yuval și Dafna.
În anul 1943 Even Shoshan a obținut certificatul de profesor licențiat în limba ebraică, în Biblie și literatură ebraică. Între anii 1953-1954 i s-a încredințat funcția de șef al departamentului însărcinat cu predarea limbii ebraice în cadrul Ministerului israelian al învățământului și culturii. Din 1955 și până în 1967 a condus Seminarul pedagogic David Yellin, iar din 1974 a fost membru în Academia Limbii Ebraice.
Avraham Even-Shoshan a decedat în spitalul Hadassa din Ierusalim la 6 august 1984 si a fost înmormantat =în cimitirul de pe Har Hamenuhot.

## „Noul Dicționar al limbii ebraice”
În prima perioadă a activității sale ca profesor și pedagog, Even-Shoshan s-a ocupat mai ales cu literatura pentru tineret și cu cea științifică. Începând din 1948 el a editat și publicat unul după altul volumele Noului Dicționar (Milon Hadash) al limbii ebraice, care s-a bucurat de un mare răsunet și a fost publicat într-un mare tiraj în numeroase ediții, atât prescurtate, cât și lărgite.
Intenția sa inițială era de a redacta un dicționar adaptat mai ales nevoilor școlarilor și tineretului. Dar, pe măsură ce a înaintat în munca de colectare a materialului lingvistic și în elaborarea metodică a definițiilor, Even Shoshan a ajuns la decizia de a publica un dicționar care să răspundă necesităților cititorului ebraic în general.
Mai întâi, vreme de trei ani, în anii 1942-1945 a adunat acele cuvinte care nu se găseau în dicționarele existente. În fișele pe care le-a întocmit pentru cuvinte a trecut în revistă cea mai mare parte a literaturii iudaice, a prozei și poeziei ebraice, a adunat cu minuțiozitate noutățile lexicale din emisiunile de radio și din presa scrisă. A racolat voluntari dintre prieteni și colegi, de asemenea pe fiul său Yuval, pentru a însemna orice cuvânt sau expresie din literatură ce ar putea reprezenta o inovație lexicală. Fișelor cuvintelor ebraice le-a adăugat fișe ale cuvintelor străine aflate în uzul vorbitorilor de ebraică. Apoi s-a apucat de redactarea propriu-zisă a dicționarului, înșirarea cuvintelor și expresiilor, însoțită de etimologie, de exemplele din textele literare și, uneori, din limbajul jurnalistic și familiar, precum și redactarea definițiilor. În definițiile din anumite domenii a avut concursul unor specialiști - de pildă pentru termenii filozofici - ajutorul filozofului Nathan Rothenstreich, iar pentru sport pe cel al lui Michael ben Hanan. De asemenea unii termeni zoologici, botanici, tehnici etc., au fost acompaniați de viniete ilustrative.
Dicționarul lui Even-Shoshan a ajuns la un tezaur de 70.000 de cuvinte (față de primul „Milon” al lui Eliezer Ben-Yehuda, care conținea 23.000 cuvinte și dicționarul lui Yehuda Gur din anii 1930-1940, care ajunsese la 33.000 cuvinte. Prima ediție a fost tipărită între anii 1948-1952 în 4 volume, iar în anul 1958 i s-a adăugat un volum de completări.

## Opera
- Noul Dicționar al limbii ebraice
- Concordanța poeziei lui Bialik (1960)
- Noua concordanță la cărțile Bibliei ebraice (Tanakh) (1980)

## Premii și distincții
- Premiul David Yellin al orașului Ierusalim pentru gândirea iudaică - 1968
- Premiul Israel - premiul de stat al Israelului, pentru limba ebraică   - 1978
- Premiul Bialik - pentru gândire iudaică - decernat pentru Noua Concordanță la textele biblice